# Norr-Hede
Pour les articles homonymes, voir Hede (homonymie).
Norr-Hede est une localité de Suède dans la commune de Härjedalen située dans le comté de Jämtland.
Sa population était de 221 habitants en 2019.